# José Augusto (rugbysta)
José Augusto – portugalski rugbysta, trzykrotny reprezentant Portugalii w rugby union mężczyzn.
Jego pierwszym meczem w reprezentacji było spotkanie z Hiszpanią, które zostało rozegrane 20 grudnia 1970 w Madrycie. Ostatni raz w reprezentacji zagrał 2 kwietnia 1972 w Lizbonie, kiedy to jego reprezentacja podejmowała drużynę Włoch.